# Национални парк Дунав-Ауен
Национални парк Донау-Ауен обухвата 93 квадратнa километра у Бечу и Доњој Аустрији и једно је од највећих преосталих плавних подручја Дунава у средњој Европи. 
Немачка реч Aue (варијанта Au) значи „речно острво, мочварно земљиште, поплавна равница, обалска шума“, тј. култивисани пејзаж у приобалној зони. Речи Aue и Au јављају се у великом броју немачких места - укључујући Donau, немачку реч за реку Дунав - и односе се на шуме, ливаде и мочваре у речним и поточним низијама и поплавним равницама. Национални парк Дунав-Ауен штити велико подручје низијских шума, ливада, мочвара и других обалних станишта дуж Дунава, одмах низводно од Беча. 
Парк је проглашен националним парком IUCN категорије II и обухвата подручја Беча (Лобау), Грос-Енцерсдорф, Орт ан дер Донау, Екартзау, Енгелхартштетен, Хаинбург, Бад Дојч-Алтенбург, Петронел-Карнунтум, Регелсбрун, Хаслау-Мариа Еленд, Фишаменд и Швехат. 

## Стварање националног парка
До 19. века Дунав је био нетакнута река. У 19. веку екстензивна градња је драстично променила природни баланс речног пејзажа. Многи бочни канали су преграђени бранама, тако да носе воду из Дунава само у фази поплаве. Све интрузивније инжењерске интервенције биле су праћене деценијама интензивног коришћења шума у многим деловима низијских шума. Педесетих година 20. века почео је развој готово непрекинутог ланца хидроелектрана и припадајућих брана на аустријском делу Дунава. 
Године 1984. планирана изградња хидроелектране Хаинбург, одмах низводно од Беча, претила је да уништи један од два преостала дела слободног тока Дунава у Аустрији и његове приобалне шуме (други преостали део слободног тока у Аустрији је узводно, близу Вахауа). Незадовољство група за заштиту животне средине и природе изазвало је протесте широм земље против пројекта. Оператор пројекта електране занемарио је протесте и започео је рад на чишћењу подручја. Протести су се појачали, што је на крају довело до окупације хаинбуршких мочвара хиљадама људи свих старосних доба и професија (тзв. "Хаинбуршки покрет"). Након што је полиција неколико пута покушала да склони демонстранте са тог подручја, у децембру 1984. године, савезна влада прогласила је паузу за разматрање. У јануару 1985. аустријски Врховни суд забранио је даље крчење шума. У марту 1985, такозвана Конрад Лоренц-Фолксбегерен (петиција), коју је потписало 353.906 људи, затражила је забрану изградње великих електрана као што је Хаинбург и успостављање националног парка на подручју Хаинбурга. 1. јула 1986. године Административни суд је донео решење о поништавању права на воду планиране електране.
Тада су направљена опсежна научна истраживања о том подручју, са изненађујућим открићима. Уочено је више врста риба него што је то било познато у време планирања електране. 
Најважнији резултат ових студија био је да је подручје дунавске низије (Донау-Ауен) на истоку Беча одређено да је достојно да постане национални парк. Такође је утврђено да изградња електране на том подручју неће бити компатибилна са статусом националног парка у региону. 27. октобра 1996. године потписан је Државни уговор између Републике Аустрије и савезних држава Беч и Доња Аустрија. Тим уговором званично је отворен национални парк Донау-Ауен. 

## Флора и фауна
На подручју Националног парка постоји више од 700 врста виших биљака, више од 30 сисара, 100 врста расплодних птица, 8 гмизаваца, 13 врста водоземаца и око 50 врста риба. Међу најкарактеристичнијим становницима мочварних подручја Националног парка убрајају се дунавски велики даждевњак, европска корњача, европска риба белица, орао белог репа, евроазијски водомар и евроазијски дабар.
С обзиром на разноликост инсеката који живе и на копну и на води и на другим бескичмењацима, укупан број врста у националном парку Донау-Ауен процењује се на најмање 5.000. 

## Река
Главни ток Дунава био је одвојен од његових бочних канала мерама за контролу поплава које су изграђене око 1900. године. Последица је била већа брзина струје у главном току, што је резултирало продубљивањем корита реке, док у бочним каналима - који више нису имали проток воде кроз њих - струја воде више није уклањала песак и иловачу. У природном приобалном екосаставу дрвенасте биљке и мртва шума имају снажан утицај на динамику природног тока, стабилизацијом обала, смањењем ерозије и стварањем подручја смањења или повећања протока, те на тај начин утичу на то у којим се подручјима таложе или уклањају седименти. Велика дебла дрвећа и акумулисање мањих наплавина узрокују стагнацију воде и пад струје воде, што доводи до повећане седиментације. 
Да би се супротставили ефектима мера за контролу поплава, почевши од 2002. године, поједини бочни канали поново су повезани са главним каналом - барем у високим нивоима воде - преко „водених прелаза“, који смањују или уклањају насипе који штите ове канале. 
У пилот пројекту 2006. године створеном уз подршку програма LIFE+ Европске уније и аустријске агенције за речне путеве via donau, уклоњено је око три километра комплетних поплавних насипа преко реке од Хаинбурга, тако да се река поново могла проширити у поплавна подручја. У сличном пројекту у близини Вицелсдорфа уклоњено је око један километар насипа. Након завршетка пилот пројеката у Хаинбургу и Вицелсдорфу, будући планови овог инжењерског пројекта су уклањање 50% насипа и објеката на сузбијању поплава између Беча и источне границе Аустрије. 
Поред ревитализације реке Ау (приобална зона), пројекат обећава да ће смањити последице поплава на реци и стабилизовати корито у корист и екологије реке и навигације.

## Фото галерија
- Стари канал Донау-Ауен у близини Шонауа
- Пролетње поплавне воде између Шонауа и Орта на Дунаву
- Насип, поље и шума у Донау-Ауен
- Даброво станиште
- Ливада у Лобау са европском перастом травом и неколико врста орхидеја.
- Дивља винова лоза се у аустријском Донау-Ауену појављује веома ретко и изузетно је угрожена. [4]
- Широколисто растиње Саломонов печат је типична сорта у Хартен Ау. [4]
- У Аустрији су угрожене орхидеје.
- Угрожене орхидеје.[4]
- Цветови врло угрожене орхидеје које примамљују мушке пчеле да слете и на тај начин опрашују биљке [4]